# Gaston Bellemare
 (juin 2024).
Pour les articles homonymes, voir Bellemare.
Gaston Bellemare (né le 22 juillet 1942 à Saint-Étienne-des-Grès au Québec) est un poète, éditeur, administrateur et directeur de festival québécois. Il est fondateur et président du Festival international de la poésie de Trois-Rivières. Il a longtemps dirigé la maison d'édition de poésie Écrits des Forges fondée par Gatien Lapointe. Il a fondé, dirigé ou collaboré à un grand nombre d'organismes consacrés à la poésie ou à la culture en général ; il est en particulier vice-président de Bibliothèque et Archives nationales du Québec depuis 2018.

## Biographie
Gaston Bellemare, naît le 22 juillet 1942  à Saint-Étienne-des-Grès, en Mauricie au Québec. Il est le fils de Lionel Bellemare, maître de poste, et de Simonne Plourde. Il est porté très jeune vers la lecture de poèmes tels Terraqué du poète Eugène Guillevic et par celle de L'Homme rapaillé de Gaston Miron.
Il devient pensionnaire et entreprend son cours classique à Terrebonne et c’est là qu’il découvre la poésie canadienne-française.
Au début des années 1960, lorsqu’il découvre l’Ode au Saint-Laurent du poète Gatien Lapointe, Gaston Bellemare « tombe littéralement en amour avec cet art littéraire ».
Il continue ses études au séminaire de Shawinigan. Puis il entre au Centre des études universitaires qui est sur le point de devenir l’Université du Québec à Trois-Rivières). Il étudie le jour et devient musicien le soir au piano-bar au Manoir des Vieilles Forges et il dit : « J’y ai appris à être à l’écoute, à chercher l’émotion dans le visage des autres. C’est ce que j’ai voulu faire, au fond, pour le reste de ma vie, par d’autres moyens : chercher l’émotion, la susciter ».
En 1969, l’Université du Québec à Trois-Rivières est créée et le renommé poète Gatien Lapointe accepte l’invitation du recteur d’y enseigner en posant comme une de ses conditions, la possibilité de créer une maison d’édition pour faire paraître les écrits de ses étudiants. Il fonde donc, en 1970, la maison d’édition Écrits des Forges en s’associant avec trois de ses premiers étudiants, dont Gaston Bellemare qui est le premier auteur à être publié dans cette maison d’édition, avec son recueil Bleu, source de terre (1971). Bellemare s’implique corps et âme dans cette entreprise et la raison qui le motive c’est : « … la création du ministère de la Culture du Québec, au début des années 1960, qui a dynamisé ma volonté d’œuvrer dans le monde culturel. Ce ne sont que les débuts de cette maison d’édition qui prendra, avec les années, une ampleur inimaginée. Il est trésorier de la maison d’édition de 1971 à 1983. Comme l’Université du Québec à Trois-Rivières commence son existence, le recteur, Gilles Boulet, demande à Gaston Bellemare de siéger comme représentant des étudiants au comité de création du programme de littérature et il «  obtient un poste de professionnel au sein de l’université naissante, où il agit comme responsable de la famille des arts et sciences humaines de 1971 à 1974.
En 1974, toujours aussi impliqué à l’université, il fait partie du groupe qui met sur pied l’École internationale de français de l’UQTR. Cette école lui permet de rencontrer des étudiants qui viennent d’un peu partout à travers la planète. Cela donne déjà les prémisses de l’ouverture de Gaston Bellemare pour l’international, ce qui marquera toute son œuvre. Il veille sur cette école de 1974 à 1980.
De 1976 à 2003 il devient le président du conseil d’administration et aussi administrateur des maisons d’édition suivante : Groupe de création Estuaire (1976-2003), Éditions Arcade (1991-2003), Éditions Gaz Moutarde (1992-2003) qui publient les revues de poésie Estuaire, Arcade, Exit et Lèvres urbaines.
En 1982, il fonde Diffusion Collective Radisson, le collectif de vente et de distribution de recueils de poésie, organisme dont il est le président de 1983 à 2008. Dès 1983, il devient président des Écrits des Fortes et le restera jusqu’en 2008.
En 1985, il fonde le Festival national de la poésie de Trois-Rivières qui prendra le nom, en 1991, de Festival international de la poésie de Trois-Rivières, festival dont il sera le président pendant de nombreuses années. « Quatre prix sont créés pendant le règne de M. Bellemare : le Grand Prix du Festival international de la poésie, le prix Félix-Leclerc, le prix Piché de poésie de l'Université du Québec à Trois-Rivières (UQTR) et le prix Félix-Antoine-Savard». En créant cet événement, M. Gaston Bellemare amène un souffle nouveau sur Trois-Rivières, la deuxième plus vieille ville francophone en Amérique et Félix Leclerc, lors de la première édition de ce festival, dira de Trois-Rivières qu’elle est la Capitale de la poésie. Cette année-là, Trois-Rivières prend un virage historique important grâce à la venue de la poésie. En effet, ce festival qui a reçu environ 5 000 personnes la première année, reçoit maintenant entre 35 000 et 40 000 visiteurs.
Toujours avec sa volonté d’unir les gens des milieux culturel, littéraire et touristique, en 1991, Gaston Bellemare participe à la mise en place de L'Orange bleue, maison d'édition francophone englobant les maisons d'édition suivantes : les Écrits des Forges du Québec, les Éditions Phi du Luxembourg, L'Arbre à Paroles de Belgique, les Éditions Feu de Brousse du Sénégal et les Éditions du Grand Océan de l'île de la Réunion. et il est secrétaire général de cette association de 1991 à 2007.
En 1994, il élabore le projet de la Promenade de la poésie à Trois-Rivières, un parcours regroupant plus de 400 plaquettes de poésie, des poèmes d’amour sur les murs de la ville, et il est l’initiateur du premier monument au monde pour rendre hommage aux poètes, dit le Monument au poète inconnu. À côté de ce monument, se trouve la Boîte à poèmes d’amour  où il est possible d’y déposer son poème et chaque année, des milliers de textes écrits par le public y sont déposés. Gaston Bellemare met fin à sa carrière universitaire en 1997 comme coordonnateur des stages auprès des étudiants en récréologie.
En 2001, M. Gaston Bellemare, ajoute à ses idées celle des Poèmes d'autobus, soit plus d'une centaine de poèmes dans les autobus de Trois-Rivières. Il inaugure également en 2001 la Maison de la poésie de Trois-Rivières qui accueille en résidence des poètes étrangers désireux de se familiariser avec le Québec et sa poésie et qui laissent des poèmes pour publication. Toujours la même année, il met sur pied et devient le premier président de la Fédération des festivals internationaux de poésie (FFIP), dont le siège social est à Trois-Rivières. Cette fédération est un organisme se donnant comme mission de regrouper les plus grands festivals de poésie mondiaux,et, dans ce sens, il initie « en harmonie avec les programmes de l’UNESCO, des accords de coopération avec une vingtaine de festivals de poésie mondiaux». Deux ans plus tard, il devient président de la Fondation Hector de Saint-Denys Garneau de l’Université Laval de Québec (2003-2013). En 2007, il devient du Conseil d’administration de Bibliothèque et Archives nationales du Québec. À l’automne 2008, après 37 ans de travail, il quitte son poste d’éditeur et de directeur général des Écrits de Forges. Puis il préside l’organisme Copibec (Société québécoise de gestion collective des droits de reproduction) (2008-2009, 2010-2011, 2012-2013).
En 2009, pour souligner le 25e anniversaire du Festival international de la poésie de Trois-Rivières, avec Maryse Baribeau, il ajoute une partie internationale à la Promenade de la Poésie, et la promenade prend le nom de Promenade Internationale de la Poésie et elle comprend 100 poèmes de 100 poètes de 42 pays écrits en français et en 21 langues. En 2010, il est nommé docteur honoris causa de l’Université du Québec à Trois-Rivières. En 2011, il est membre fondateur du World Poetry Movement. En 2018, il devient conseiller de la Canadian Writers Foundation/La Fondation des écrivains canadiens. Entre 2011 et 2022, il siège à de nombreux comités littéraires et culturels québécois et il reçoit nombre de prix et honneurs, dont la liste non exhaustive est ci-dessous.
Au cours de sa carrière, il a, entre autres, présidé au destin des éditeurs de poésie comme Groupe de création Estuaire, Éditions Arcade et Éditions Gaz Moutarde, été président élu de l’Association Nationale des Éditeurs de livres (ANEL) (2004-2008, 2010-2012), a aussi présidé le Symposium international sur le droit d’auteur (2004-2006), a été membre du Conseil d’administration de Montréal Capitale Mondiale du Livre (2005-2006). Il a aussi été « Membre du Conseil d’administration de la Fondation des Parlementaires et de la Commission de Droit de Prêt public tout en siégeant au Conseil d’administration de/ Bibliothèque et Archives nationales du Québec et participant à de nombreux jurys du secteur culturel ».
Il siège au conseil d’administration de BAnQ depuis 2007 et en est le vice-président depuis 2018.
Il a été l’initiateur de 11 prix de poésie, dont le Grand Prix Quebecor du Festival Internacional de Poesía.

## Sa pensée
« Dans notre société nord-américaine nettement aveuglée par le verbe avoir — avoir toujours plus — j’ai toujours ressenti profondément le besoin — comme le peuple québécois entêté d’exister — d’être, et d’être profondément d’abord, sachant que ce sont les émotions et non les avoirs qui rendent les humains heureux ou moins heureux. J’ai donc choisi ce verbe pour définir et bonifier mon existence. Or être est justement le verbe clé des poètes et de la poésie. Il questionne sans cesse, via la voix des poètes, les trois seuls mots importants de ce monde : la vie, l’amour, la mort. La poésie et moi : même territoire intérieur.

## Les Écrits des Forges
Dans le sillon de Gatien Lapointe, Gaston Bellemare a été cofondateur, en 1971, des Écrits des Forges dont il a été le trésorier de 1971 à 1983 et le président de 1983 jusqu’en 2008. Il a été le premier auteur de poésie à être publié aux Écrits des Forges avec Bleu, source de terre. Grâce à lui, cette maison d’édition a pris un essor considérable et, aujourd’hui, plus de 1200 titres sont présents au catalogue et près de 500 coéditions avec plus de 50 éditeurs différents de 17 pays d’Europe, d’Afrique et des Amériques ont été réalisées. Les Écrits des Forges ont maintenant une moyenne annuelle de 45 à 55 titres. Il dit lui-même à ce sujet : « Nous avons fréquenté assidûment tous les salons du livre du Québec, plusieurs de France, de Belgique, de Suisse et ceux de l’Amérique latine, dès le début des années 1990. Nous nous sommes toujours adressés directement au public de ces pays et publiant d’abord un poète important de ces pays dans des coéditions bilingues, en y organisant des récitals internationaux de poésie, etc.

## Publications
- 1971 : Bleu, source de terre, Bellemare, Gaston, Trois-Rivières : Écrits des Forges, « Collection Les rouges-gorges », 1971, 42 p.
- 2014 : 30 ans de poésie québécoise, Bellemare, Gaston, éditeur intellectuel de compilation, Saint-Sauveur-des-Monts (Québec) : Les Éditions de La Grenouillère, « Collection Grandeur de la poésie », 2014 ; 128 pages : illustrations ; 23 cm,  (ISBN 9782923949635).

## Prix et honneurs
Liste non exhaustive.
- 1991 : Membre de l'Ordre de La Vérendrye par la ville de Trois-Rivières (la plus haute distinction civique remise par la ville de Trois-Rivières pour services rendus)[11].
- 1994 : Médaille de l'Ordre du mérite municipal, ministère des Affaires municipales, pour contribution, à titre de citoyen, au développement, au progrès et à l’amélioration de la qualité de vie de sa municipalité[6].
- 2000 : Médaille de l'Académie des lettres du Québec[6].
- 2001 : Citoyen d’honneur de Joal/Fadiouth, village de natal du poète et ex-président du Sénégal, Léopold Sédar Senghor[11].
- 2001 : Membre de l'Académie mondiale de la poésie.
- 2001 : Personnalité de la semaine du journal La Presse.
- 2002 : Officier de l'Ordre national du gouvernement du Québec[6].
- 2003 : Prix de l’Université du Québec à Trois-Rivières, haute distinction accordée par l’université[11].
- 2003 : Membre du Conseil d’honneur du Centre québécois du P.E.N. International[6].
- 2004 : membre d’honneur de The League of Canadian Poets[11].
- 2004 : Personnalité de l’année du centre-ville de Trois-Rivières[6].
- 2004 : Prix Gérald Dame du Regroupement des centres-villes du Québec[6]
- 2005 : Prix Pythagore, catégorie Éducation, lettres et langues de l’Association des diplômés de l’Université du Québec à Trois-Rivières[11].
- 2005 : Personnalité touristique nationale[6].
- 2007 : Prix du Québec Georges-Émile-Lapalme, en reconnaissance de sa « contribution exceptionnelle, tout au cours de sa carrière, à la qualité et au rayonnement de la langue française parlée ou écrite au Québec. »[6].
- 2008 : Membre d’honneur de l’Association nationale des éditeurs de livres[6].
- 2010 : Doctorat honoris causa de l’Université du Québec à Trois-Rivières.
- 2013 : Membre de l’Ordre du Canada.
- 2014 : Chevalier de l’ordre de la Pléiade (Ordre de la Francophonie et du dialogue des cultures décerné par l’Assemblée parlementaire de la Francophonie).
- 2015 : insigne de l’Ordre des francophones d'Amérique, Conseil supérieur de la langue française[14].
- 2016 : Chevalier de l’Ordre des Arts et des Lettres de la République française[6]
- 2016 : Prix Fleury Mesplet du Salon du livre de Montréal, pour contribution au progrès de l’édition au Québec[6]
- 2017 : Médaille Hugo Gutiérrez Vega remise par le Seminario de Cultura Mexicana (Mexique)[6]
- 2019 : Prix Catullo de l’Accademia mondiale della poesia, reçu à Vérone en Italie (culture mauricie-https://www.culturemauricie.ca/liste_des_membres/profil/gaston-bellemare-membre-honoraire).
- 2022 : Ordre des arts et des lettres du Québec[5].
- 2022 : Compagnon des arts et des lettres du Québec du Conseil des Arts du Québec.
- 2022 : Prix Hommage Arts Excellence remis par Culture Mauricie et son partenaire l’Université du Québec à Trois-Rivières.